# Fritz Bultmann

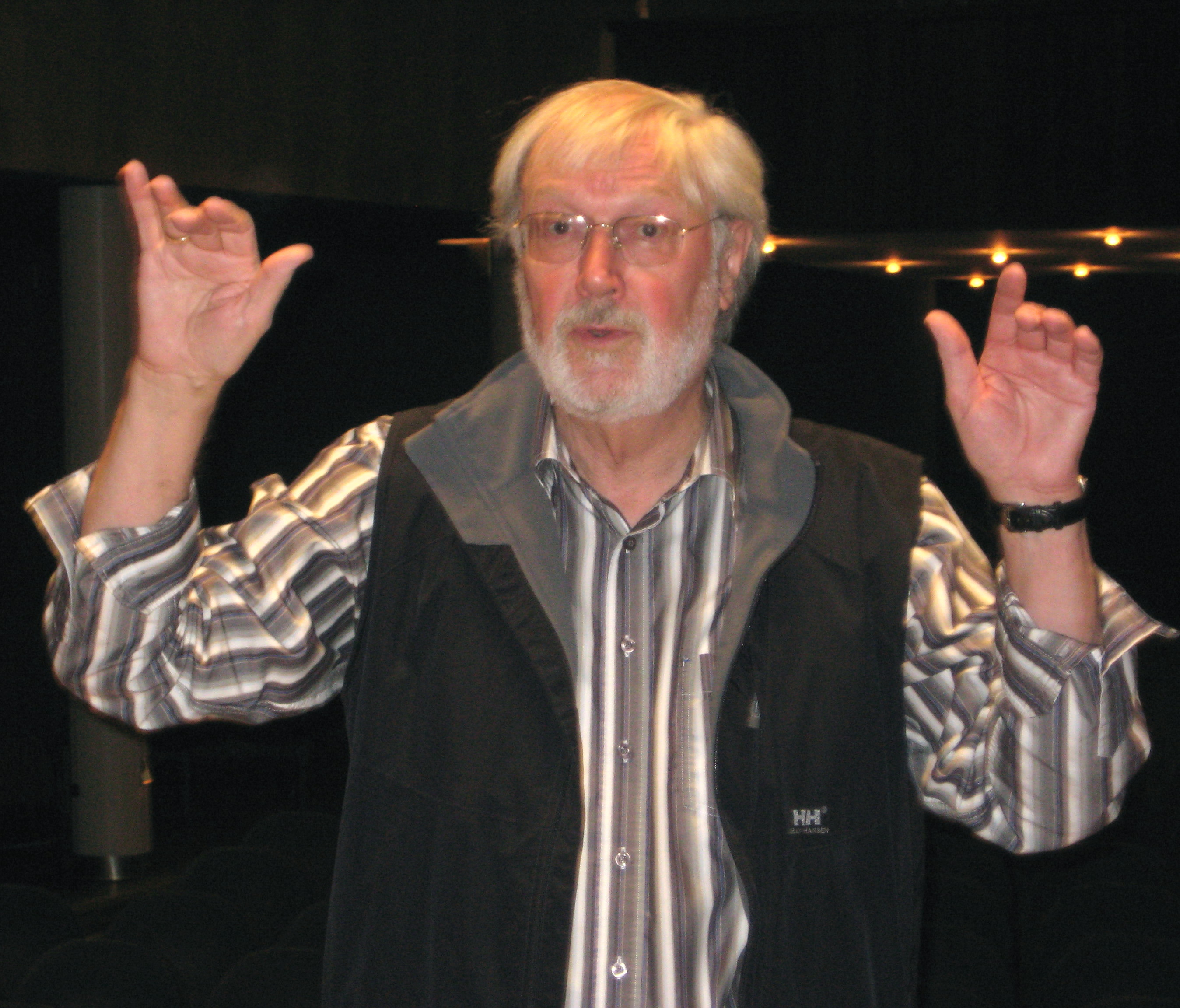
Fritz Bultmann 2010

Fritz Bultmann (* 10. Dezember 1937 in Bremen) ist ein deutscher Chorleiter und Komponist.

## Leben
Fritz Bultmann studierte in Hamburg Schulmusik, Komposition und Germanistik. Er war zunächst Gymnasiallehrer und stellvertretender Schulleiter am inzwischen geschlossenen Heinrich-Heine-Gymnasium (Altona) in Hamburg, wechselte 1985 nach Schleswig-Holstein, wo er bis zu seiner Pensionierung im Jahr 2003 als Oberstudiendirektor und Schulleiter des Gymnasiums Harksheide in Norderstedt tätig war.
Als junger Chorleiter ist Bultmann besonders durch ein Stipendium für Chorleitung in Venedig, den früheren Leipziger Thomaskantor Kurt Thomas und durch Jürgen Jürgens geprägt worden, bei dem er viele Jahre in seinem Monteverdi-Chor Hamburg mitgesungen hat.
1972 gründete er den Kodály-Chor Hamburg und leitete diesen 39 Jahre lang bis Ende 2010. Heute ist er Ehrenmitglied des Chores.
Ab 1989 war Bultmann Verbandschorleiter des Chorverbandes Hamburg, Mitglied im Musikbeirat des Deutschen Sängerbundes (DSB) sowie von 2006 bis 2013 Landeschorleiter des Sängerbundes Schleswig-Holstein. Er ist Mitautor des Kulturprogramms des DSB, des Leitbildes 2000 der Bundesvereinigung Deutscher Chorverbände. Für den Deutschen Sängerbund hat er außerdem im Jahre 2004 eine Stellungnahme zur Rolle der Musik in der Ganztagsschule erarbeitet.
Bultmann war seit Gründung des Deutschen Chorverbandes (DCV) im Februar 2005 bis zum September 2009 Mitglied im Musikrat und damit auch als dessen stellvertretender Vorsitzender im Präsidium des DCV.
Auch als Komponist hat Fritz Bultmann einen Namen. Er hat viele Liedsätze auf deutsche, niederdeutsche und ausländische Texte geschrieben und viele Lieder bearbeitet.

## Ehrungen
- Im Dezember 2011 wurde Fritz Bultmann die Verdienstmedaille des Verdienstordens der Bundesrepublik Deutschland verliehen.[1][2][3] In der Begründung wird das Engagement Bultmanns für die Chormusik hervorgehoben. Ausdruck dieses Engagements ist seine Tätigkeit als Chorleiter an Hamburger Schulen, die Gründung und Leitung des Kodály-Chores, seine ehrenamtliche Arbeit im Chorverband Hamburg, im Sängerbund Schleswig-Holstein und im Deutschen Chorverband und die Pflege der niederdeutschen und europäischen Volksmusik durch seine Kompositionen.
- Im April 2013 wurde Bultmann für 50 Jahre Chorleitertätigkeit mit der Chorleiter-Ehrennadel mit Schleife des Deutschen Chorverbandes ausgezeichnet.
- Ebenfalls im April 2013 wurde Bultmann die Heinrich-Paulsen-Medaille „in Anerkennung der besonderen Verdienste um den Chorgesang im Lande Schleswig-Holstein“ verliehen. Die Medaille ist die höchste Auszeichnung im Sängerbund Schleswig-Holstein.

## Werke
Bultmanns kompositorischer Schwerpunkt liegt in der Bearbeitung und den Arrangements niederdeutscher und europäischer Volksliedsätze und Weihnachtslieder, darunter fast vergessener Stücke. Er hat damit „bemerkenswert zur Pflege der niederdeutschen und europäischen Volksmusik beigetragen“.

### Chorlieder
- „Nachtstücke“ für gemischten Chor
  - I. Nächtliche Flussfahrt von Manfred Hausmann, nach Du Fu, SSATB (1959/1996)
  - II. Nachtlied von Wolfgang Borchert, SATB (1959/1995)[5]
  - III. Frühlingsnächte von Manfred Hausmann, SSAATBB (1995)
- Der gute Kamerad von Ludwig Uhland
- Intermedio Español, zwei Volkslieder aus Spanien, SSATTBB mit Klavier

### Motetten
- Nun komm, der Heiden Heiland (SSAATTB)
- Jesu, deine Passion (SSAATBB)
- Gabriel und Maria (SSATBB) (2016)
- Ubi eras für Chor (SATB), Xylophon, Vibraphon und Streichorchester

### Kantaten
- Ein Kind geborn zu Bethlehem, die Weihnachtsgeschichte nach dem Evangelium des Lukas
  - Fassung für Chor (SATB) und Instrumente (1 Fl, 1 Ob, 1 Vl, 3 Vlc. und Klavier)
  - Fassung für Frauenchor und Instrumente (1 Fl, 1 Ob, 1 Vl, 3 Vlc. und Klavier)
- Ut de Franzosentied
  - Fassung für Sprecher, Frauen-, Männerchor und/oder gemischten Chor und Orchester
  - Fassung für Sprecher, Frauen-, Männerchor und/oder gemischten Chor, 11 Bläser und Pauken (ad lib.)
  - Fassung für Sprecher, Gemischten Chor (oder Männerchor)

### Volksliedbearbeitungen

#### Deutsch
- Dort niedn in jenem Holze, SATB
- Ade zur guten Nacht, Deutsches Volkslied aus dem 19. Jahrhundert, SATB
- Wohlan, die Zeit ist kommen, Volkslied aus Franken
  - Strophenfassung, SATB
  - erweiterte Fassung, SATB
- Kein schöner Land in dieser Zeit

#### Niederdeutsch
- Dat Leed von Herrn Pastuurn sin Kauh, Volkslied aus Dithmarschen vor 1860
  - Strophenfassung, SATB
  - Konzertante Volksliedbearbeitung, SSATBB (2012)
- Jan Hinnerk, Volkslied aus Hamburg
  - Strophenfassung, SATB
  - Konzertante Volksliedbearbeitung, SSATBB
- Lütt Anna Susanna, Volkslied aus Holstein
  - für gemischten Chor, SATB
  - für Männerchor, TTBB
- Matten Has’, Volkslied
  - für gemischten Chor, SATB
  - für Männerchor, TTBB
- Wenn hier en Pott mit Bohnen steit, Volkslied, SATB
- De Hamburger Veermaster
- Leev Mann

#### Skandinavisch
- I skovens dybe stille ro (Dänemark) – Text: Hans Christian Andersen (SATB)
- Jag unnar dig ändå allt gott (Schweden) (SSAA)
- Jag unnar dig ändå allt gott (Schweden) (SSATB)
- Ola Glomstulen (Norwegen)
  - Strophenliedfassung (SAB)
  - Chorvariationen (SATB)
- Lied aus Finnland (Verjele)

#### Spanisch
- El Mosquito, Volkslied aus Mexiko, SSATTB
- La Jesuita, Volkslied aus Mexiko, SSATBB
- Boí Bumbá, Volkslied aus Brasilien, SATB
- Noites gauchos, Volkslied aus Brasilien, SATB
- El Ole Andalusisches Tanzlied (SATB)
- Viva España Kastilianisches Volkslied (SATB)
- El Curripiti
- Corrido de Rivera

### Weihnachtslieder
- Adoracion al niño Jesus, aus Bolivien, für Solo, gemischten Chor und Instrumente, SATB
- Auf, ihr Hirten, von dem Schlaf, aus dem Wallis, SSATBB (2018)
- Cansó de Nadal, aus Katalonien, SSATBB (1990/2014)
- Ein' große Freud' verkünd' ich euch, aus Böhmen
  - Vorsänger, SSATBB
  - Vorsänger, SATB
  - Vorsänger, SAB
- Kommt all herein!, aus dem Aargau, SSATB
- Läbi lume sahiseva, aus Estland, SATB
- Lied an Maria an der Krippe, aus Frankreich, 16. Jahrhundert, SSATBB
- Pampanitos verdes – Nach einem Sternsingerlied aus Granada SSATBB
- Villancico - Baille de Nadal, aus Katalonien SATB (1990)
- Staffan vor en Stalledräg, aus Norwegen
- Die Engel
- Jesu, deine Passion
- Stille Nacht
- Freu dich Erd
- Komm, wir geh`n nach Bethlehem
- O du fröhliche
- Was soll das bedeuten SATB (2020)